# Pavel Kováčik (1901)
Pavel Kováčik (1. července 1901 Chynorany – 1976 Třebíč) byl slovenský kovář, zemědělec, voják a horník. Byl dědem poslance Pavla Kováčika.

## Biografie
Pavel Kováčik se narodil v roce 1901 v topolčanském okrese na Slovensku. Nastoupil do učení ke kováři, ale po vyučení pracoval jako dělník v zemědělství, již roku 1926 však odešel do Francie, kde pracoval také v zemědělství. Tam pracoval až do roku 1939, kdy v Agde vstoupil do československé armády a byl umístěn do 2. pěšího pluku. Bojoval při bitvách na obranu Francie před Německem, byl však při boji zajat a uvězněn v zajateckém táboře v Düsseldorfu. Roku 1941 pak byl přesunut na nucené práce a roku 1943 dostal dočasnou propustku k návštěvě rodiny na Slovensku. Zpět do vězení se již nevrátil a skrýval se na Slovensku až do roku 1945.
Po skončení druhé světové války pracoval jako dělník a od roku 1947 do roku 1963 pak v Ostravě v uhelných dolech, následně se v roce 1963 odstěhoval za synem Viliamem do Třebíče, kde v roce 1976 zemřel.